# Senometopia
Senometopia – rodzaj muchówek z rodziny rączycowatych (Tachinidae).

## Wybrane gatunki
- S. cariniforceps (Chao & Liang, 2002)[1]
- S. clara (Chao & Liang, 2002)[1]
- S. confundens (Róndani, 1859)[1]
- S. dentata (Chao & Liang, 2002)[1]
- S. distincta (Baranov, 1931)[1]
- S. excisa (Fallén, 1820)[1]
- S. excisa (Fallén, 1820)[1][2]
- S. fujianensis (Chao & Liang, 2002)[1]
- S. grossa (Baranov, 1934)[1]
- S. illota (Curran, 1927)[1]
- S. interfrontalia (Chao & Liang, 1986)[1]
- S. intermedia (Herting, 1960)[2]
- S. jilinensis (Chao & Liang, 2002)[1]
- S. kockiana (Townsend, 1927)[1]
- S. lena (Richter, 1980)[1]
- S. longiepandriuma (Chao & Liang, 2002)[1]
- S. mimoexcisa (Chao & Liang, 2002)[1]
- S. orientalis (Shima, 1968)[1]
- S. pilosa (Baranov, 1931)[1]
- S. pollinosa (Mesnil, 1941)[2][1]
- S. polyvalens (Villeneuve, 1929)[1]
- S. prima (Baranov, 1931)[1]
- S. quarta (Baranov, 1931)[1]
- S. quinta (Baranov, 1931)[1]
- S. ridibunda (Walker, 1859)[1]
- S. rondaniella (Baranov, 1934)[1]
- S. secunda (Baranov, 1931)[1]
- S. separata (Róndani, 1859)[1]
- S. shimai (Chao & Liang, 2002)[1]
- S. subferrifera (Walker, 1856)[1]
- S. susurrans (Róndani, 1859)[1]
- S. tertia (Baranov, 1931)[1]
- S. xishuangbannanica (Chao & Liang, 2002)